# آلان فيلاسكو
آلان فيلاسكو (بالإسبانية: Alan Velasco)‏ (مواليد 27 يوليو 2002) هو لاعب كرة قدم أرجنتيني يلعب في مركز الجناح في نادي إنديبندينتي.

## روابط خارجية
- آلان فيلاسكو على موقع الدوري الأمريكي (الإنجليزية)
- آلان فيلاسكو على موقع قاعدة بيانات كرة القدم.إي يو (الإنجليزية)
- آلان فيلاسكو على موقع Soccerway.com (الإنجليزية)
- آلان فيلاسكو على موقع عالم كرة القدم.نت (الإنجليزية)